# Pomar (Cantàbria)
Pomar és una localitat del municipi de Guriezo (Cantàbria, Espanya). L'any 2008 tenia 169 habitants (INE). La localitat es troba a 35 metres d'altitud sobre el nivell del mar, i a 2,5 km de la capital municipal, El Puente.